# Otto Weddigen
Otto Eduard Weddigen (15 de septiembre de 1882 - 18 de marzo de 1915) fue un comandante de U-boat de la Armada Imperial Alemana durante la I Guerra Mundial. Recibió la Pour le Mérite, el mayor honor de Alemania, por el hundimiento de cuatro barcos de guerra británicos.

## Biografía

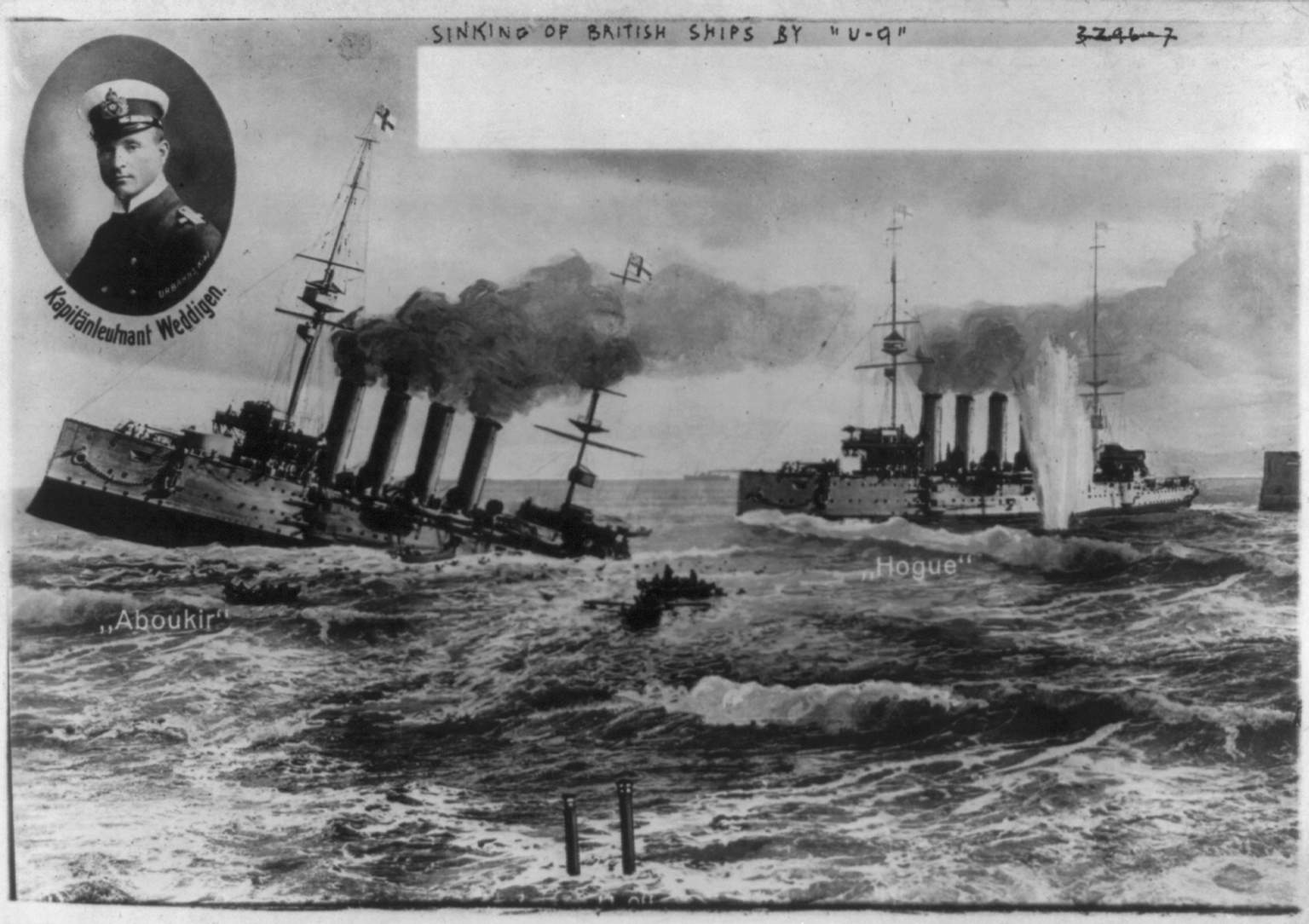
"Victorias del U-9" - una postal alemana contemporánea mostrando una fotografía de Weddigen sobre el fondo con el hundimiento del "Aboukir" y el "Hogue".

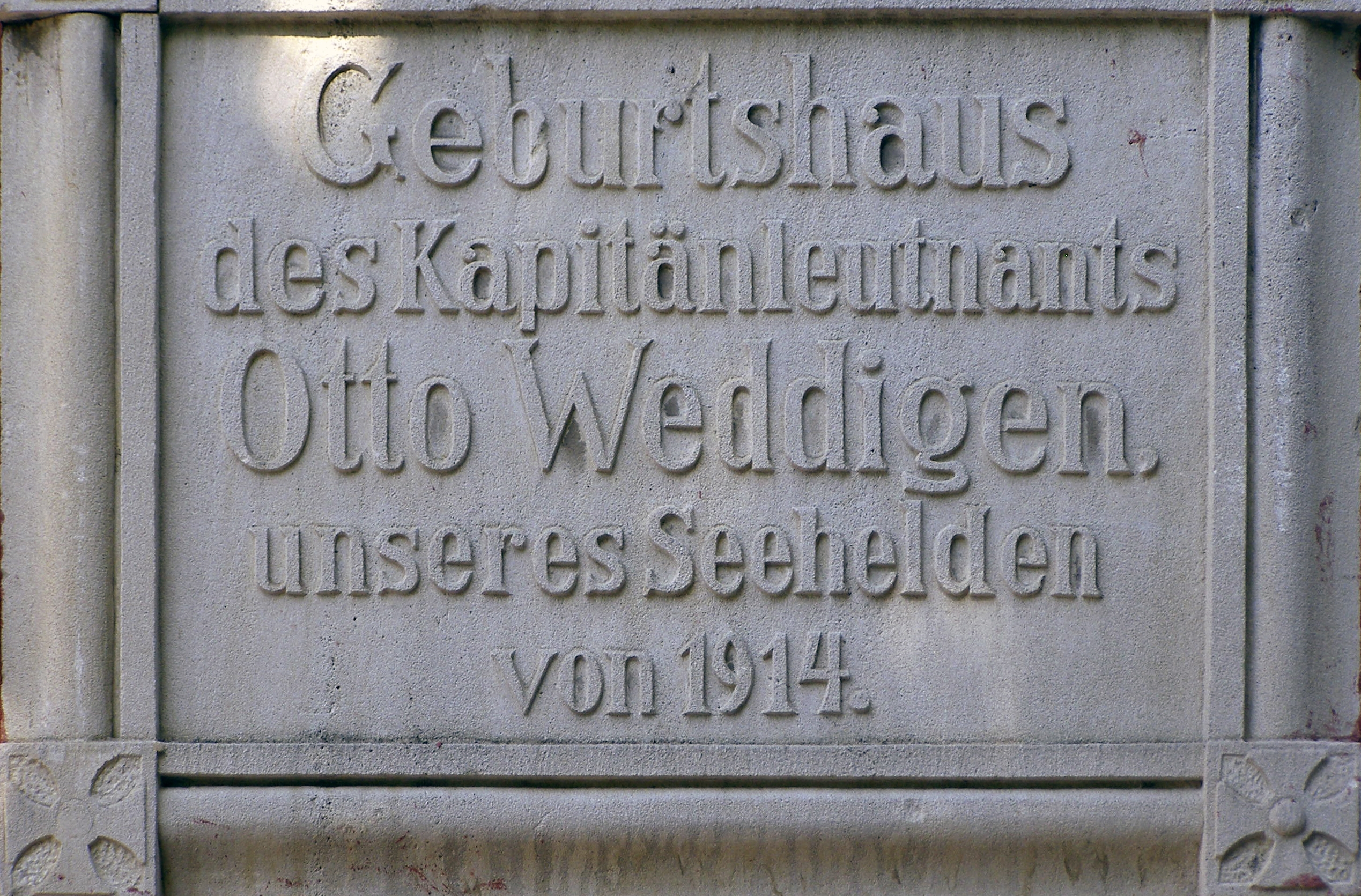
Memorial. La inscripción reza "Lugar de nacimiento del Capitán Otto Weddigen, nuestro héroe del mar de 1914".

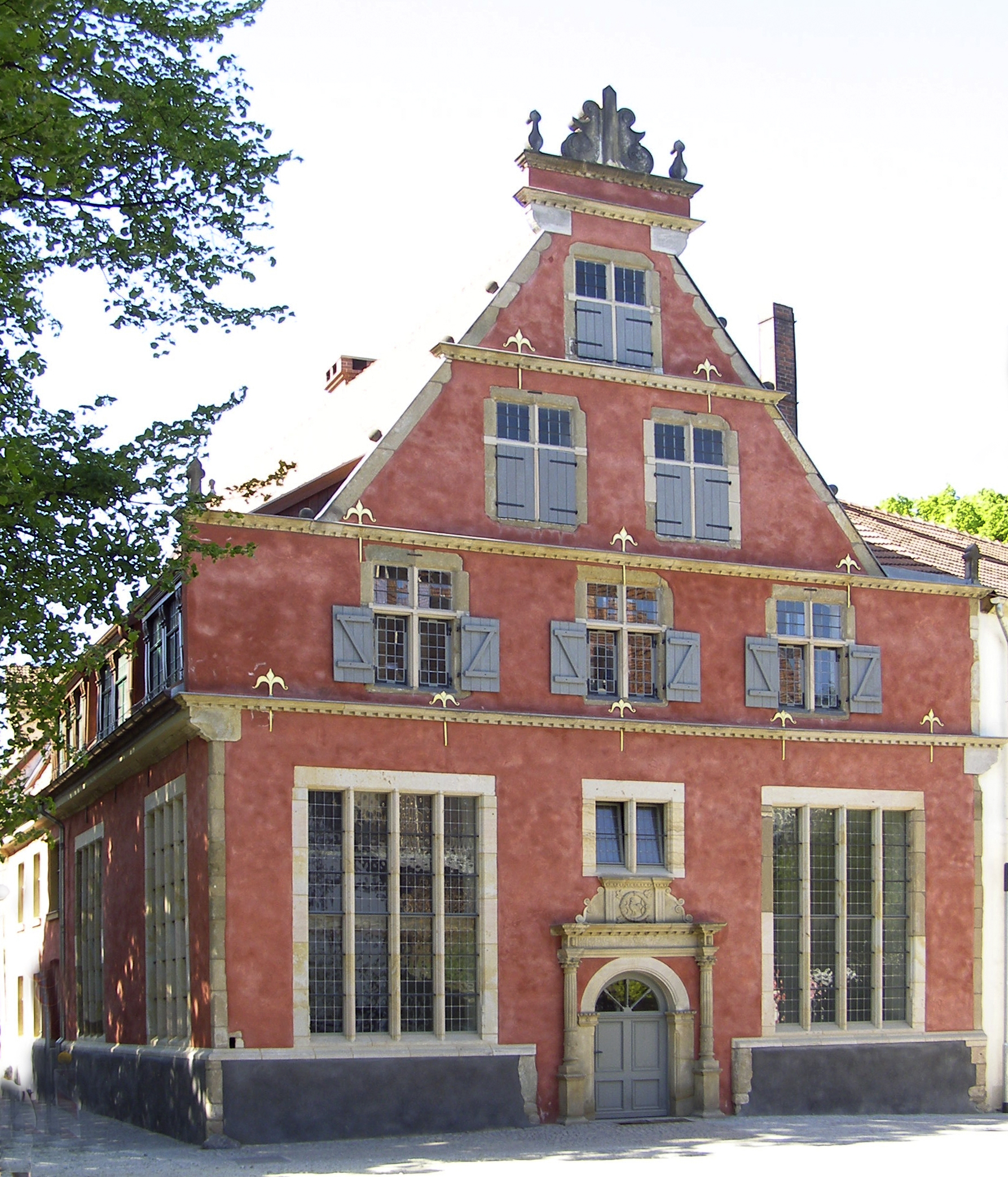
Lugar de nacimiento de Otto Weddigen.

Nació en Herford, en la provincia prusiana de Westfalia y empezó su carrera militar en la Kaiserliche Marine en 1901. En 1910 se le dio el mando de uno de los primeros submarinos alemanes, el U-9.

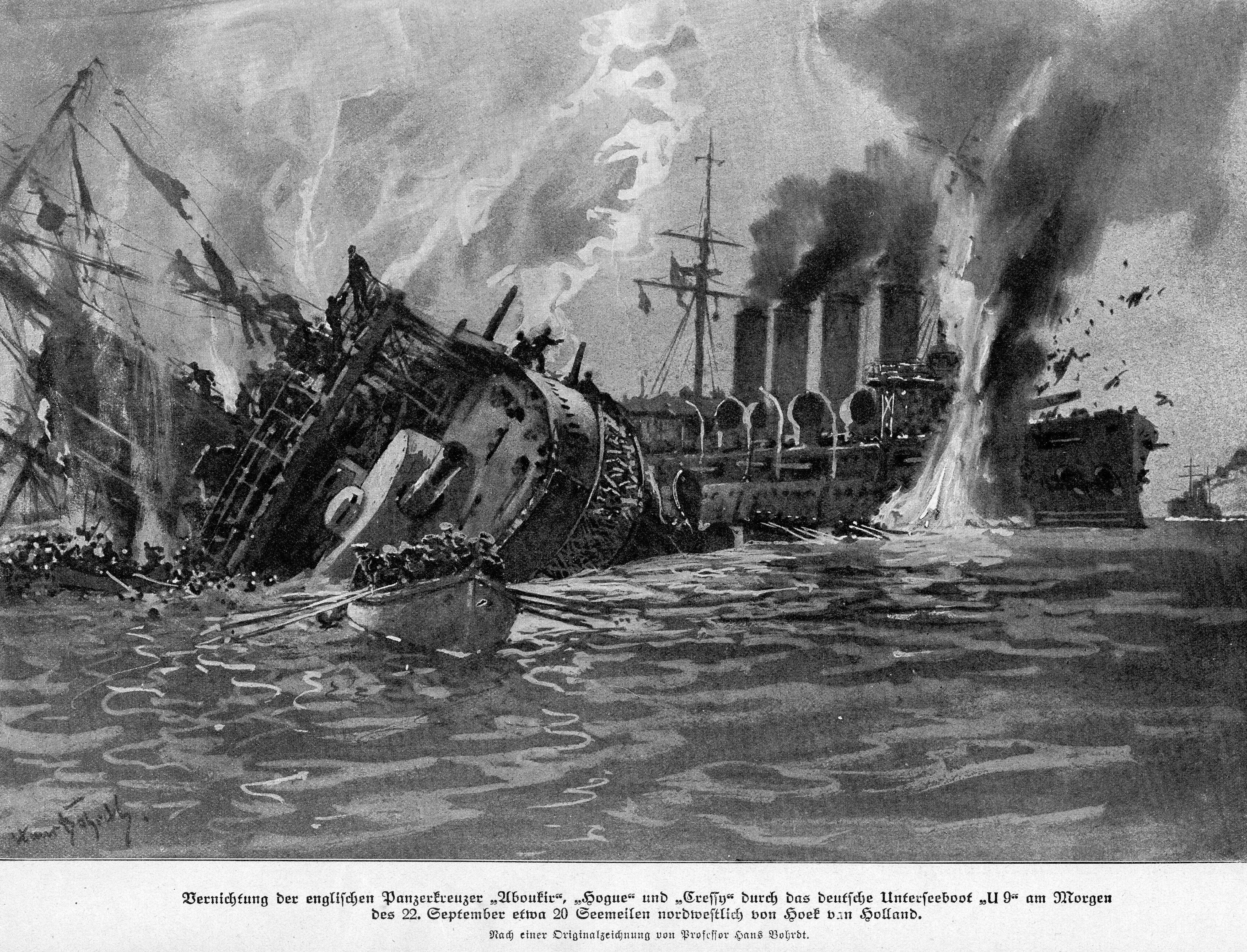
Ilustración por Hans Bohrdt mostrando el hundimiento del, y por el U-9 el 22 de septiembre de 1914 en la costa holandesa.

En la acción del 22 de septiembre de 1914, mientras patrullaba en la región del sur del mar del Norte conocida  por los británicos como "Broad Fourteens", el U-9 interceptó tres barcos de guerra del Séptimo Escuadrón de Cruceros. Weddigen disparó todos los seis torpedos, recargando mientras estaba sumergido, y en menos de una hora hundió los tres cruceros blindados británicos, el HMS Aboukir, el HMS Hogue y el HMS Cressy. Sesenta y dos oficiales y 1397 hombres murieron, solo sobrevivieron 837. Weddigen recibió la Cruz de Hierro, de segunda y primera clase.
Después de hundir el HMS Hawke y algunos barcos mercantes, Weddigen recibió la orden militar más elevada de Prusia, le Pour le Mérite. También recibió los más altos honores militares de otros reinos del Imperio alemán: la Cruz de Caballero de la Orden Militar de Max Joseph de Baviera (convirtiéndose en uno de los únicos seis no-bávaros en recibirla), la Cruz de Caballero de la Orden Militar de San Enrique de Sajonia y la Cruz de Caballero de la Orden al Mérito Militar de Wurtemberg.
Weddigen murió mientras comandaba el submarino U-29. El 18 de marzo de 1915 el U-29 fue embestido por el acorazada británico HMS Dreadnought en el Pentland Firth. El U-29 salió a la superficie inmediatamente delante del Dreadnought después de disparar un torpedo al HMS Neptune por lo que el Dreadnought cortó al submarino en dos después de una corta persecución. No hubo supervivientes del submarino.
Durante el periodo de entreguerras, la renacida Wehrmacht nombró los recién construidos cuarteles en Herford como Otto-Weddigen-Kaserne (renombrados Cuartel Harewood) en su honor. Aunque la unidad de la Wehrmacht que utilizaba las instalaciones no era naval —la Panzer Abwehr Abteilung 6, una unidad del ejército antitanque— los ocupantes del cuartel no obstante significaron la conexión naval con Weddigen colocando dos grandes anclas en la base de una gran Reichsadler Nacional Socialista en la entrada del cuartel. Irónicamente, desde 1945 el cuartel ha estado ocupado por soldados del Ejército británico. El cuartel tenía previsto cerrar con la eventual retirada de todas las Fuerzas Británicas en Alemania en 2020.